# Арманду Пети
Арма́нду Гонса́лвеш Тейше́йра, более известный как «Пети́» (Малыш) (порт. Armando Gonçalves Teixeira; Petit; род. 25 сентября 1976, Страсбург, Франция) — португальский футболист и футбольный тренер. Серебряный призёр чемпионата Европы 2004 в составе сборной Португалии.

## Биография

### Клубная карьера
Первым профессиональным клубом Арманду стал «Жил Висенте», где он был ключевым игроком. В 2000 году перешёл в «Боавишту», с которой выиграл национальное первенство в 2001 и достиг полуфинала Кубка УЕФА в 2003. В 2002 стал игроком «Бенфики», где сразу закрепился в основном составе, выиграв Кубок Португалии в 2004 и чемпионат в 2005. В 2006 клуб вышел в четвертьфинал Лиги чемпионов, где уступил будущему триумфатору — «Барселоне».
29 июля 2008 было объявлено, что он подписал контракт с «Кёльном» из Германии. Забил первый гол за «Кёльн» в августе 2008 в матче Кубка Германии против «Нидерауэрбаха» из пятой немецкой лиги.
12 августа 2012 года Пети перешёл в клуб третьего дивизиона «Боавишта».

### Карьера в сборной
В сборной Португалии дебютировал в 2000 году и провёл за неё 57 игр, участвовал с ней в 2 чемпионатах мира и Европы, последний матч провёл против Германии на Евро 2008. В этом матче его команда уступила 2:3.

## Достижения
Командные
- Чемпион Португалии: 2000/01, 2004/05
- Обладатель Кубка Португалии: 2004
- Обладатель Суперкубка Португалии: 2005
- Серебряный призёр чемпионата Европы 2004

Личные
- Футболист года в Португалии: 2001